# Асен Гаргов
Асен Гаргов е български поп певец, музикант и композитор, дългогодишен дуетен партньор на Лили Иванова. Той е първи братовчед на поетесата Гергина Дворецка, която пише текстовете за някои негови песни като "Красивият миг".

## Кратка биография
Асен Гаргов е роден на 24 юли 1949 г. Като малък дълго свири на цигулка. После родителите му заминават за Чили, където Гаргов учи китара в една от най-известните музикални школи. Кариерата му започва в началото на 1970-те години във вокален квинтет „Студио В“, където е поканен за солист от Вили Казасян.
Умира на 7 август 2017 г. в София от онкологично заболяване, за лечението на което са събирани средства от Българската музикална асоциация и „Музикаутор“.
Последните си години прекарва в софийското село Габра.

## Творчески години
През 1975 г. записва първите си песни като солист на „Студио В“ във втората дългосвиреща плоча (кат. № ВТА 1798) на състава, издадена от Балкантон. От 1975 г. до 1991 г. Гаргов е дуетен и творчески партньор на Лили Иванова, като в този период изнасят концерти и записват албуми. Той пише редица песни както за нея, най-популярната от които е „Детелини“, така също и за дуета им. През 1977 г. песента „Пролетно настроение“ (м. и ар. Янко Миладинов, т. Димитър Точев, съпр. ЕОКТР, дир. Вили Казасян) в изпълнение на Лили Иванова и Асен Гаргов печели радиоконкурса „Пролет“, както и през 1978 г. песента „Ручеи“ (м. Янко Миладинов, т. Димитър Точев, ар. Константин Драгнев, дир. Константин Драгнев) печели същия конкурс в тяхно изпълниние. Разделят се през 1991 г. В дует с Иванова Гаргов има издадени две дългосвирещи плочи от „Балкантон“ (съответно през 1978 и 1983 г.), като в тях песните са типични шлагери. От първата им плоча „Животът ни събира, животът ни разделя“, освен заглавната песен, други хитове са „Вечната игра“, „С любов да минем през света“, „Ручеи“ (на фолклорна тематика с патриотична насоченост), „Най-хубавият лъч“ и „Отминали години“. От втората им плоча хитове са „Сърцето те избра“, „С вечна жажда“, „Кратка вечност“, „Кратко лято“, „Признание“, патриотичната „Съдница“ и „Вярвам аз“. В телевизионно интервю за bTV през 2013 г. Гаргов заявява, че след раздялата е предложил на Лили Иванова да основат продуцентска къща на нейно име за млади изпълнители, но певицата му отказва.
Впоследствие той забранява на Лили Иванова да изпълнява песните му, тъй като не плащала авторски права, а тя забранява гласа си върху песните.
Като самостоятелен певец Гаргов има записана само една малка плоча с две песни, издадена през 1977 г. от „Балкантон“, която не му носи голям успех, но с песента „Посвещение“ от 1986 г. успява да пробие. Най-известната му песен е „Развод ми дай“, добила популярност след 1990 г.
Песента „С любов“ по музика на Асен Гаргов е озаглавила два албума на Маргарита Хранова, издадени през 1995 и 1998 г. Гаргов има и два дуета с Маргарита Хранова – „Нека бъде така“ и „Забрави за мен“, записани в албума ѝ „Марги и приятели“. През 1996 г. песента „Забрави за мен“ печели Първа награда на фестивала „Златният Орфей“.

## Дискография

### Дуетни албуми с Лили Иванова

#### Дългосвирещи плочи
- 1978 – „Животът ни събира, животът ни разделя“
(Балкантон – ВТА 10244)
- 1983 – „Лили Иванова и Асен Гаргов“
(Балкантон – ВТА 11077)

#### Малки плочи
- 1977 – „Шега“/ „Вечен бяг“[11]
(SP, Балкантон – ВТК 3327)
- 1977 – „Лили Иванова и Асен Гаргов“[12]
(SP, Балкантон – ВТК 3366)
- 1978 – „Лили Иванова и Асен Гаргов“[13]
(SP, Балкантон – ВТК 3449)
- 1978 – „За две ръце“/ „Светъл дъжд“[14]
(SP, Балкантон – ВТК 3451)

#### Други песни
- 1981 – „Звездна песен“, дует с Лили Иванова – м. Александър Йосифов, т. Орлин Орлинов, ар. Иван Пеев – от малка плоча (SP, Балкантон – ВТК 3645)[15]
- 1986 – „Посвещение“ – м. А. Гаргов, т. Дамян Дамянов, ар. Емил Коларов – солово изпълнение на Асен Гаргов в плочата „Лили Иванова '86“

### Самостоятелни албуми

#### Малка плоча
- 1977 – „Асен Гаргов“[16]
(SP, Балкантон – ВТК 3377)